# Mount Henry (Ross Dependency)
Mount Henry ist ein 1675 m hoher und spitzer Berg in der antarktischen Ross Dependency. In der Commonwealth Range ragt er 6,5 km südöstlich des Mount Kyffin an der östlichen Flanke des Beardmore-Gletschers auf. 
Die Südpolgruppe der Nimrod-Expedition (1907–1909) unter der Leitung des britischen Polarforschers Ernest Shackleton entdeckte ihn. Die Namensgebung ist nicht überliefert. Namensgeber ist vermutlich Shackletons Vater Henry Shackleton (1847–1920).